# Rivière Burntbush
Pour les articles homonymes, voir Burntbush.
La rivière Burntbush (English: Burntbush River) est un affluent de la rivière Turgeon (segment ontarien), laquelle se déverse dans la rivière Harricana, au Québec; et cette dernière coule principalement au Québec et se déverse sur le littoral sud de la Baie James, en Ontario. La "rivière Burntbush" prend sa source dans la ville de Cochrane (Ontario), dans le District de Cochrane, au Nord-Est de l'Ontario, au Canada.

## Toponymie
Les toponymes Upper Burntbush lake, North Burntbush lake, Burntbush lake et rivière Burntbush sont de même origine.